# Ужгородський коньячний завод
Ужгородський коньячний завод — є одним із лідерів коньячного виробництва в Україні, входить у трійку найбільших виробників вітчизняних коньяків. Частка заводу на вітчизняному ринку коньяків становить близько 13 %.

## Історія
- 1959 рік — Початок коньячного виробництва в Закарпатті. У цеху спиртокуріння в с. Великі Лази було вироблено і закладено на витримку в дубові бочки першу партію коньячного спирту.

- 1961 рік — Великолазьке відділення спиртзаводу реорганізовано в Закарпатський коньячний комбінат.

- 1962 рік — Випущено перший коньяк «Три зірки».

- 1967—1970 р.р. — значне розширення виробництва: збудовано два цехи витримки коньячних спиртів, купажу коньяків. За цей період цех спиртокуріння і виробництво поступово перебазовувались до Ужгорода.

- 1977 рік — Підприємство перейменовано в Ужгородський коньячний завод.

- 1991 рік — Ужгородський коньячний завод став орендним підприємством з колективною формою власності, найбільшим акціонером якого є трудовий колектив

- 2008 рік — Редизайн пляшки і етикетки коньяків. Напої розливаються в сучасніші за формою і якісними характеристиками скляні пляшки.

- 2009 рік — На підприємстві встановлені нові лінії розливу для марочних та ординарних коньяків, модернізовані виробничі потужності, побудовані нові приміщення для витримки спиртів.

## Колекція
| № | Назва     | Витримка (років) | Міцність (% об.) | Цукор (г./л.) | Опис |
| - | --------- | ---------------- | ---------------- | ------------- | --- |
| 1 | «Ужгород» | 12               | 40               | 7             | Марочний коньяк вищої якості належить до групи «КС» (коньяк старий). Приготований в 1984 р. Виробляється з відбірних коньячних спиртів, витриманих 10–12 років у дубових бочках. |
| 2 | «Карпати» | 8                | 43               | 7             | Коньяк витриманий, вищої якості. Виробляється з коньячних спиртів, витриманих не менше 8 років. Виготовлений в 1970 році.                                                        |
| 3 | «Тиса»    | 6                | 42               | 12            | Виготовлений в 1967 році. Виробляється з коньячних спиртів, витриманих не менше шести років. Належить до групи «KB» (коньяк витриманий).                                         |

| № | Назва             | Витримка (років) | Міцність (% об.) | Цукор (г./л.) | Опис |
| - | ----------------- | ---------------- | ---------------- | ------------- | --- |
| 1 | «Закарпатський»   | 4                | 40               | 15            | Створений вперше в 1998 році. Виготовляється з коньячних спиртів, витриманих не менше чотирьох років з додаванням старих витриманий спиртів. |
| 2 | «5 зірок»         | 5                | 42               | 15            | Створений вперше в 1964 році. Виготовляється з коньячних спиртів, витриманих не менше п'яти років.                                           |
| 3 | «3 зірки»         | 3                | 40               | 15            | Створений вперше в 1962 році. Виготовляється з коньячних спиртів, витриманих не менше трьох років.                                           |
| 4 | «Невицький замок» | 5                | 41               | 12            | Готується з вітчизняних та імпортних коньячних спиртів, витриманих не менше 5-ти років.                                                      |
| 5 | «Бескиди»         | 3                | 40               | 12            | «Бескиди» готується з вітчизняних та імпортних коньячних спиртів, витриманих не менше 3-х років.                                             |

Основними пріорітетами підприємста були і залишаються надійне довготривале співробітництво з стратегічними партнерами щодо стабільного й безперебійного забезпечення виробництва якісною сировиною і матеріалами, співпраця з інвесторами і кредиторами на взаємовигідних умовах, розширення мережі фірмової торгівлі з урахуванням кон'юнктури ринку і потреб конкретного споживача.

## Додаткові активи
Ужгородський коньячний завод як юридична особа володіє 42,06 % акцій Комінвестбанку, стратегічним партнером якого є даний завод.